# You Only Live Twice (álbum de Pain)
You Only Live Twice es el séptimo disco de larga duración de la banda sueca de metal industrial Pain. Peter Tägtgren se ocupa de todos los instrumentos así como de la parte vocal. Fue lanzado el 3 de junio de 2011 bajo el sello de Nuclear Blast.

## Contenido
1. Let Me Out
2. Feed the Demons
3. The Great Pretender
4. You Only Live Twice
5. Dirty Woman
6. We Want More
7. Leave me Alone
8. Monster
9. Season Of The Reaper
10. Crawling thru Bitterness

- Datos: Q947074